# L (album Steve’a Hillage’a)
L – drugi album studyjny angielskiego gitarzysty sceny Canterbury Steve’a Hillage’a, wydany w 1976 roku nakładem wytwórni płytowej Virgin Records. Na płycie oprócz utworów autorskich napisanych przez muzyka i jego partnerkę życiową Miquette Giraudy znalazły się piosenki z repertuaru Donovana i George’a Harrisona. W nagraniach wziął udział m.in. trębacz Don Cherry, jeden z inicjatorów i głównych innowatorów free jazzu.

## Lista utworów
Opracowano na podstawie materiału źródłowego.
Wydanie LP:
Strona A
| 1. | "Hurdy Gurdy Man" (Donovan)                               | 6:34  |
|    |                                                           |       |
| 2. | "Hurdy Gurdy Glissando" (Steve Hillage, Miquette Giraudy) | 9:01  |
|    |                                                           |       |
| 3. | "Electrick Gypsies" (Hillage, Giraudy)                    | 6:22  |
|    |                                                           |       |
|    |                                                           | 21:57 |
|    |                                                           |       |
Strona B
| 4. | "Om Nama Shivaya" (Nariula, Nanda, Dublin) | 3:34  |
|    |                                            |       |
| 5. | "Lunar Musick Suite" (Hillage, Giraudy)    | 11:59 |
|    |                                            |       |
| 6. | "It’s All Too Much" (George Harrison)      | 6:26  |
|    |                                            |       |
|    |                                            | 21:59 |
|    |                                            |       |
Wydanie CD (Virgin 2007) – utwory dodatkowe:
| 7. | "Eight Miles High (backing track)" (Gene Clark, David Crosby, Roger McGuinn) | 4:31  |
|    |                                                                              |       |
| 8. | "Maui (early version of "Palm Trees")" (Hillage, Giraudy)                    | 4:42  |
|    |                                                                              |       |
| 9. | "Shimmer" (Hillage, Tim Blake)                                               | 3:49  |
|    |                                                                              |       |
|    |                                                                              | 13:02 |
|    |                                                                              |       |

## Twórcy
Opracowano na podstawie materiału źródłowego.
Muzycy:
- Steve Hillage – gitara, syntezator gitarowy, syntezatory, śpiew, shenai
- Miquette Giraudy – śpiew, głos, syntezatory, instrumenty perkusyjne
- Don Cherry – trąbki, instrumenty perkusyjne, tambura, głos
- Larry Karush – instrumenty perkusyjne, tabla
- Sonja Malkine – lira korbowa z XV wieku
- Roger Powell – instrumenty klawiszowe
- Kasim Sulton – gitara basowa
- John Wilcox – perkusja

Produkcja:
- Todd Rundgren – produkcja muzyczna